# Ketsuban
Ketsuban (Nhật: けつばん Hepburn: Ketsuban), được biết đến với tên tiếng Anh là MissingNo. (còn viết cách điệu là MISSINGNO. hoặc MissingNO), viết tắt của Missing Number, là một loài Pokémon không chính thức xuất hiện trong các video game Pokémon Red and Blue và Pokémon Yellow. Loài Pokémon này xuất hiện trong trò chơi là kết quả của việc lập trình một số sự kiện, đặc biệt trong việc xử lý các ngoại lệ (lỗi thực thi) xuất hiện trong phần mềm. Người chơi có thể bắt gặp Ketsuban thông qua một sự cố khi hệ thống trò chơi cố gắng truy vấn dữ liệu về các Pokémon không tồn tại. Shigeki Morimoto, một trong những lập trình viên tham gia vào dự án cho biết, ban đầu các video game Pokémon khi mới phát triển có đến 190 Pokémon, nhưng sau đó rút còn 151 loài chính thức trong phiên bản cuối cùng.
Ketsuban thường xuất hiện dưới dạng một khối đồ họa lộn xộn giống như ký tự "d" hoặc "L" bị đảo ngược và xuất hiện trong Pokédex (kho Pokémon) của người chơi với mã số 000. Khi gặp Ketsuban, người chơi sẽ thấy lỗi đồ họa bất thường và khiến số lượng vật phẩm thứ sáu của kho vật phẩm tăng lên thêm 128. Ketsuban được nhà phát hành Nintendo ghi nhận lần đầu tiên trong số phát hành tháng 5 năm 1999 của tạp chí Nintendo Power. Hãng không khuyến khích người chơi nỗ lực "bắt" Ketsuban, nhưng bất chấp cảnh báo chính thức, quy trình chiến đấu và bắt Ketsuban vẫn được in trên một số tạp chí nhằm hướng dẫn người chơi cách thức để đạt được mục đích này. Website chuyên đánh giá trò chơi điện tử IGN ghi nhận sự tồn tại của Ketsuban trong Pokémon Red và Blue là một trong những lỗi kỹ thuật video game nổi tiếng nhất. Người hâm mộ của trò chơi đã cố gắng hợp thức hóa Ketsuban, biến nó trở thành một phần kinh điển trong trò chơi. Không những thế, các nhà xã hội học cũng bắt tay vào nghiên cứu tác động của Ketsuban đối với người chơi nói riêng và văn hóa chơi trò chơi đại chúng nói chung.

## Lịch sử
Loạt trò chơi Pokémon do Game Freak phát triển và Nintendo phát hành chính thức tại Nhật Bản từ năm 1996 với video game Pocket Monsters: Red and Green (ポケットモンスター 赤・緑), có tên tiếng Anh là Pokémon Red and Blue cho dòng máy Game Boy. Trong trò chơi, người chơi hóa thân thành một nhà huấn luyện với mục tiêu là bắt, huấn luyện các sinh vật được gọi là Pokémon và sử dụng các khả năng đặc biệt của Pokémon để chiến đấu chống lại các Pokémon khác. Ngoài ra, trò chơi cũng còn một số chức năng khác giúp thiết lập thêm cho người chơi những cách thức mới để điều hướng thế giới ảo của mình, chẳng hạn như dịch chuyển tức thời giữa hai khu vực.
Công ty Nintendo chi nhánh Hoa Kỳ lần đầu tiên ghi nhận các sự kiện góp phần khiến Pokémon Ketsuban xuất hiện trong tạp chí Nintendo Power xuất bản tháng 5 năm 1999. Công ty cũng đưa ra cảnh báo rằng "mọi liên hệ với nó [Ketsuban] (ngay cả khi bạn không bắt được nó) có thể dễ dàng làm mất tệp lưu trữ hay làm bể giao diện đồ họa (trò chơi) của bạn". Nintendo nói rằng người chơi cũng có thể dò ra được Ketsuban khi thực hiện một thủ thuật gọi là Pokémon Fight Safari. Bất chấp những tuyên bố của Nintendo về trục trặc này, lỗi này vẫn chưa được xóa khỏi các phiên bản tái phát hành vào năm 2016 của trò chơi Pokémon Red và Blue trên máy chơi game Nintendo 3DS. Người chơi vẫn có thể gặp Ketsuban trong phiên bản tái phát hành của trò chơi.

## Đặc điểm

Bờ phía đông của đảo Cinnabar, một thành phần quan trọng để kích hoạt trục trặc.

Trục trặc này là kết quả của một chuỗi các sự kiện xảy ra khi nhân vật sử dụng một thủ thuật được người hâm mộ gọi là "Old Man" trong trò chơi: Được kích hoạt khi người chơi đến Thành phố Viridian và nói chuyện với nhân vật Old Man trong trò chơi. Sau đó, người chơi sẽ xem hướng dẫn bắt Pokémon rồi sử dụng tuyệt chiêu bay lượn của Pokémon để di chuyển đến một địa điểm gọi là "Đảo Cinnabar" trong trò chơi, điều hướng Pokémon với động tác Lướt để di chuyển lên và hạ xuống bờ phía đông hòn đảo cho đến khi một con Ketsuban xuất hiện.
Một chuỗi các sự kiện ngoài ý muốn sẽ xảy ra khi người chơi gặp phải một Pokémon Ketsuban. Đầu tiên là do cơ chế của hệ thống chạm trán ngẫu nhiên trong trò chơi; khi chơi mỗi khu vực sẽ gán giá trị cho biến đại diện của các Pokémon, rồi ghi đè vào vùng lưu trữ dữ liệu tạm thời khi người chơi gặp phải Pokémon hoang dã. Tuy nhiên, một số khu vực như Đảo Cinnabar lại không gán giá trị mới vào bộ lưu tạm. Vì vậy mà chương trình sẽ sử dụng dữ liệu từ khu vực vừa truy cập trước đó để thay thế. Yếu tố thứ hai là hướng dẫn trong trò chơi khi gặp nhân vật Old Man, tên người chơi có thể được đổi thành một tên Pokémon có thể bắt gặp ngẫu nhiên trong khu vực đó và tạm thời lưu vào bộ dữ liệu đệm. Điều này khiến trò chơi truy cập vào các giá trị thập lục phân mã hóa từ tên người chơi khi xảy ra các cuộc chạm trán Pokémon tại Cinnabar, sử dụng các ký tự trong tên này với mục đích nhận diện loài và cấp độ của Pokémon, khiến nó tự kích hoạt bước xử lý ngoại lệ trong mã lập trình, gây ra một trận chiến với Pokémon không tồn tại.
Giống như bất kỳ Pokémon hoang dã nào, người chơi có thể không bắt, chiến đấu hoặc bắt giữ Ketsuban. Sau cuộc chạm trán với Ketsuban, số lượng vật phẩm thứ sáu trong kho vật phẩm của người chơi tăng thêm 128, nhưng lại khiến phòng trưng bày Pokémon Hall of Fame (Hội trường Danh vọng) của trò chơi bị rối tung vĩnh viễn. Các lỗi đồ họa tạm thời cũng có thể xảy ra, có thể làm mất đi bằng cách xem trang thống kê của một Pokémon không bị trục trặc khác hoặc khởi động lại máy chơi game.
Một Ketsuban bị bắt là một Pokémon đầy đủ chức năng và xuất hiện trong Pokédex của trò chơi với mã số 000. Tất cả Ketsuban thường được phân loại thành hệ Chim và hệ Thường, mặc dù sau đó hệ Chim đã bị loại bỏ trong các phiên bản chính thức trước khi phát hành. Pokémon này thường xuất hiện dưới dạng một khối đồ họa lộn xộn hình chữ "d" hoặc "L" bị lật ngược, nhưng cũng có thể xuất hiện dưới dạng một trong ba sprite thể hiện trạng thái ma hay hóa thạch không được các Pokémon khác sử dụng.

### Ketsuban trong các trò chơiPokémonkhác

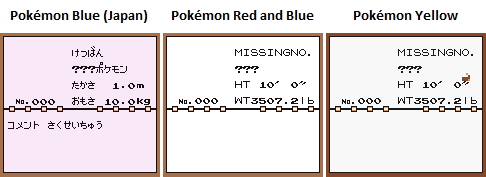
Các thông tin về Ketsuban trong nhiều trò chơi Pokémon

Ketsuban có thể tìm thấy trong phiên bản tiếng Nhật của Pokémon Blue và có trong mô tả Pokédex của người chơi. Pokémon này cũng tồn tại trong Pokémon Yellow, nhưng bắt buộc người chơi sử dụng thủ thuật để nó xuất hiện. Ketsuban cũng xuất hiện trong Pokémon Stadium và Pokémon Stadium 2, nhưng có ngoại hình khác biệt hơn so với trong Pokémon Red và Blue. Ngoài các trường hợp trên, Ketsuban cũng xuất hiện sẵn trong Pokémon Red và Blue, được ra mắt trên máy chơi game Nintendo 3DS vào tháng 2 năm 2016.
Ketsuban từng được người hâm mộ tuyên bố là có thể xuất hiện trong Pokémon X and Y. Thông qua ứng dụng chuyển khoản Pokémon Bank, người hâm mộ đã cố gắng chuyển Ketsuban từ Pokémon Red và Blue đến Pokémon Sun và Moon. Việc thử nghiệm đã không thành công, nhưng gây ra sự cố cho Pokémon được truyền đi.

## Phản ứng và tiếp nhận
Mặc dù chỉ xuất hiện trong một vài sản phẩm đầu tiên của dòng trò chơi, Ketsuban đã tạo nên hiệu ứng đáng kể. Nintendo gọi đây là một "lỗi lập trình", cảnh báo game thủ tránh gặp Ketsuban và tuyên bố người chơi có thể phải khởi động lại từ phần đầu trò chơi để loại bỏ các trục trặc đồ họa nếu gặp phải nó. Bất chấp cảnh báo của Nintendo, thông tin về cách gặp Ketsuban đã được in trên một số tạp chí và cẩm nang dành cho game thủ, xuất phát từ những lợi thế mà nó mang lại cho người chơi. Một số người chơi đã cố gắng bán các mẹo bắt Ketsuban với giá lên đến 200 đô la Mỹ. Mặc dù Ketsuban không phải là một phần có chủ ý của trò chơi, vào năm 2009, IGN đã đưa loài Pokémon này vào danh sách hàng đầu về Easter Eggs xuất hiện trong các video game, lấy lý do rằng nó hữu ích trong việc nhân bản các vật phẩm hiếm trong trò chơi. IGN đã bình luận trong một bài viết liên quan như sau, "Ketsuban đã cho thấy điều gì đó về những người hâm mộ Pokémon, khi họ phát hiện ra một lỗi có khả năng phá hỏng trò chơi và dùng nó để nhanh chóng tăng cấp cho Pokémon của mình". Website phê bình này gọi Ketsuban là lỗi kỹ thuật "khó quên", một trục trặc khiến kiểu chơi không cần thủ thuật đạt tới "cảnh giới chơi game siêu đẳng".
Phản ứng của người chơi đối với Ketsuban đã trở thành đề tài nghiên cứu xã hội. Nhà xã hội học William Sims Bainbridge tuyên bố rằng Game Freak đã tạo ra "một trong những trục trặc phổ biến nhất trong lịch sử trò chơi," đồng thời chỉ ra tính sáng tạo trong những cách mà người chơi tận dụng nó. Con gái và đồng nghiệp ông tin rằng lỗi kỹ thuật này truyền cảm hứng cho mối quan tâm rộng rãi đến việc săn các trục trặc và tăng cấp nhanh chóng trong video game. Giáo sư Lincoln Geraghty của Đại học Portsmouth đã nghiên cứu các thuyết âm mưu của người hâm mộ về trục trặc, cho rằng "các thuyết âm mưu đã vượt quá giới hạn của phần mềm game, trở thành một phần không thể thiếu trong các fanon (fan canon)". Ông đã trả lời phỏng vấn của một bài báo trên Ars Technica, cho biết "người hâm mộ muốn hợp thức hóa MissingNo. vào thế giới Pokémon vì họ hy vọng trục trặc đó có thể là do chủ đích ban đầu [của nhà phát hành]", cũng như muốn có lỗi này để bù đắp những thiếu sót trong cốt truyện của vũ trụ Pokémon. Trong quyển Pikachu's Global Adventure: The Rise and Fall of Pokémon, giáo sư chuyên về giáo dục học Julian Sefton-Green nhận thấy rằng, trong quá trình nghiên cứu của ông về phản ứng của con trai mình khi sử dụng Ketsuban như một cách gian lận trong trò chơi, cách nhìn của đứa trẻ đối với dòng trò chơi đã thay đổi đáng kể, đồng thời cho biết thêm sự hiện diện của các yếu tố như vậy đã phá vỡ ảo ảnh của trò chơi như một thế giới khép kín. Ấn phẩm Playing with Videogames cung cấp một bài nghiên cứu chuyên sâu về Ketsuban, qua đó miêu tả chi tiết về sự hiếu kỳ của người chơi mỗi khi chạm trán loài Pokémon này. Nghiên cứu mô tả xu hướng của người chơi trong những lần Ketsuban xuất hiện và so sánh với những ghi nhớ về lần bắt gặp trước đó, đồng thời đưa ra đánh giá và phê bình đối với mỗi lần xảy ra chạm trán như vậy. Bài nghiên cứu khẳng định rằng, qua những nỗ lực hữu hình hóa Ketsuban như một phần của cốt truyện thể hiện trong fan-art và fan fiction, cộng đồng người chơi Pokémon đã lưu lại kỷ niệm về sự không hoàn hảo của trò chơi và cố gắng biến nó thành một loại nội dung chính thống. Tác giả bài nghiên cứu mô tả những tình huống như vậy chỉ xảy ra duy nhất với Ketsuban, và gọi sự phổ biến của nó là một trường hợp bất thường. Vào ngày 1 tháng 8 năm 2016, Tokiya Sakuba, một trong những họa sĩ minh họa của Trò chơi thẻ bài giao đấu Pokémon, đã chia sẻ một hình minh họa gồm những tạo hình khác nhau của Ketsuban.